# 平岩愃保
平岩 愃保（ひらいわ よしやす、安政3年12月17日（1857年1月12日） - 昭和8年（1933年）7月26日）は、日本の牧師。静岡教会4代目・6代目牧師、静岡女学校（現：静岡英和女学院）の創立者、キリスト教界の指導者で日本メソヂスト教会第2代監督。
東洋英和学校会社（小林光泰、平岩愃保、土屋彦六、浅川広湖の4牧師による組織）の一人。東洋英和女学校の創立者・2代目校主。
平岩馨邦は次男。河上末（河上丈太郎の妻）は四女。
小林豊子（静岡教会5代目牧師小林光泰の妻）は妹。

## 生涯

### 初期
安政3年（1856年）、三代続いたキリシタン宗門改役の幕臣の父平岩馨明（八蔵）と母曾代子の三男二女の長男として、江戸小石川安房町に生まれる。
明治元年（1868年）桜井竹処の家塾に入る。
明治3年（1870年）市ヶ谷小学校教員となる。
明治4年（1871年）官費生として東京府立洋学校で学ぶ。やがて東京府立洋学校は廃校となる。
明治5年（1872年）開成学校に入学、理化学を学ぶ。

### キリスト教入信
明治7年（1874年）2月、開成学校化学教師E・W・クラークの家でジョージ・カクラン（カナダ・メソジスト教会の宣教師）の聖書講義を聞き感銘を受ける。それがきっかけで同人社でのカクランの講演を聴講するようになる。
明治8年（1875年）11月21日、中村正直（同人社創立者）の家でジョージ・カクランより洗礼を受ける。このとき洗礼を受けたのは中村正直が1874年に洗礼を受けたのと同じ部屋である。
明治9年（1876年）10月、父の事業失敗と母の病気のため開成学校を休学。

### 牧師時代
明治9年（1876年）、メソジストの教職試補に選任される。
明治10年（1877年）
- 1月20日 母曾代子死去。それをきっかけにキリスト教への献身を決意し、開成学校を退学する[5]。
- 7月13日 日本メソヂスト教会第二回部会で杉山（土屋彦六）・細井省斉と供に教職試補となる[3]。
- 7月24日 - 8月20日 C・S・イビーと共に山梨県巨摩郡睦合村南部の猛軒学舎に招かれ同学舎で教え、周辺村落に伝道[3]。 
  - 11月 御茶ノ水の東京師範學校の教授になる。

明治11年（1878年）12月29日、牛込教会（現：頌栄教会）の初代牧師に就任。
明治12年（1879年）10月31日、中村正直の仲介で松井銀子（神田乃武の妹）と結婚。
明治13年（1880年）
- 2月22日 体操伝習所（後に東京師範學校の付属校となる）との兼務になる[3]。
- 7月 下谷教会に赴任し、２代目牧師となる。

明治14年（1881年）9月18日、山中笑、土屋彦六、浅川広湖と共に東京の下谷教会でジョージ・ミーチャムより按手礼を受けてメソジスト最初の日本人牧師になる。
明治15年（1882年）1月16日、東京師範學校の教授を辞める。甲府教会に赴任し、3代目牧師となる。

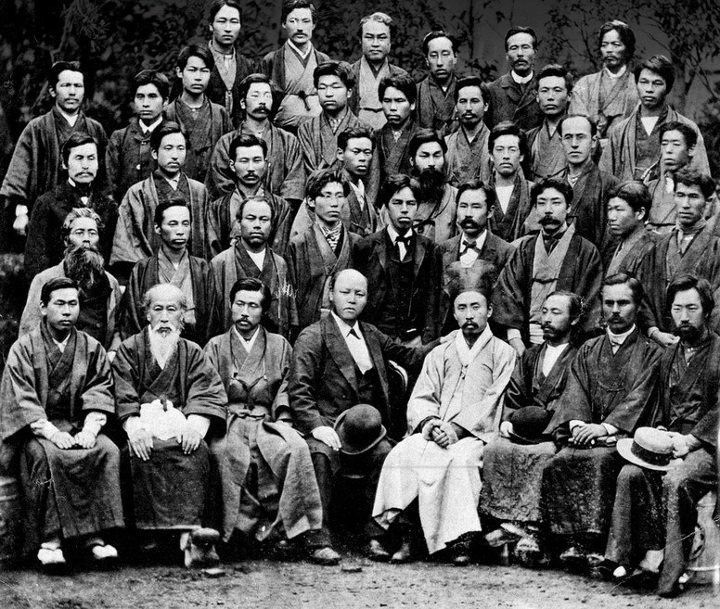
1883年の第三回全国基督信徒大親睦会の幹部の記念写真、平岩は前から2列目の左から2人目、栗村は最前列右から2人目

明治16年（1883年）、東京の新栄教会で行われた第三回全国基督教信徒大親睦会に、栗村左衛八らメソジストの牧師と共に幹部の一人として参加する。東洋英和学校会社、カナダ・メソジスト教会の男女ミッションスクールを計画。
明治17年（1884年）
- 4月 甲府教会の任期終了[8]。
- 5月25日 静岡教会に4代目牧師として赴任[9]。
- 9月25日 東京府知事より東洋英和女学校が設立認可される[2]。
- 10月20日 麻布鳥居坂に東洋英和女学校を開校[2]。

明治18年（1885年）太田虎吉に洗礼を授ける。
明治19年（1886年）
- 4月 日本メソジスト教会伝道会社社長に就任[3]。
- 10月31日 高木壬太郎と山路愛山に洗礼を授ける[9]。
- 11月1日 銀子夫人、結核性腹膜炎により永眠。このことが、平岩愃保を女学校設立に駆り立てた契機となる。

明治20年（1887年）
- 静岡女学校（現：静岡英和女学院）設立のため関口隆吉と会談を持つ。
  - 5月 東洋英和女学校2代目校主に就任[2]。
  - 6月 静岡教会から東京麻布教会（現：鳥居坂教会）に転任[9][10]。
  - 11月19日 静岡女学校が認可される。
  - 11月26日 静岡女学校が開校。

明治23年（1890年）、下谷教会で開拓伝道を行う。
明治24年（1891年）
- 5月 藤井順子（藤井持満の長女）と結婚。
- 7月7日　三派機関紙『護教』創刊。発行人となる[3]。

明治25年（1892年）
- 小野善太郎に洗礼を授ける。
- 7月 麻布教会牧師を退任。東洋英和学校総理に就任、同神学部教授および東洋英和女学校校主を兼任[3]。

明治26年（1893年）6月、静岡教会に6代目牧師として再び赴任。
明治27年（1894年）4月、日本メソジスト教会伝道会社社長を退任。
明治29年（1896年）8月、静岡教会を去る。1ヶ年休養。
明治30年（1897年）7月、駒込教会に赴任し、築地教会牧師と兼任。
明治31年（1898年）6月、甲府教会に再び赴任、9代目牧師となる。有朋義塾講師となる。
明治33年（1901年）5月8日、日本メソヂスト教会年会長に就任（三派合同まで）。
明治37年（1904年）6月、甲府教会を去り、本郷中央会堂（現：日本基督教団本郷中央教会）に赴任する。
明治38年（1905年）、トロントのヴィクトリア大学より神学博士の名誉学位を贈られる。
明治40年（1907年）
- 4月 駒込教会牧師を兼任[3]。
- 5月 メソジスト監督教会・カナダ・メソジスト教会・アメリカ南メソヂスト監督教会の三派合同が行われ、日本メソヂスト教会が設立。カナダ・メソジスト教会の代表として条例制定編纂委員長を務めた。合同後は、日本メソジスト教会の初代伝道局長となった[11]。

明治41年（1908年）4月、駒込教会牧師を辞任。

### 関西学院院長時代
明治44年（1911年）、関西学院院長に選出され、教育者として活躍した。

### 日本メソジスト監督時代
明治45年（1912年）4月6日、亡くなった本多庸一の後を継いで、第2代監督に就任。
大正8年（1919年）11月、監督退職。
大正9年（1920年）渡米して、排日運動の激しいアメリカで日本の立場を遊説する。
大正10年（1921年）11月、順子夫人と死別。

### 阿佐ヶ谷時代
大正11年（1922年）、東京都阿佐ケ谷に移り、自宅で集会を始める。当時は「朝谷教会」と呼ばれていた。それが後の日本キリスト教団阿佐ヶ谷教会になる。
大正13年（1924年）
- 月刊雑誌『イエス之友』刊行。
- 2月10日 日本キリスト教団阿佐ヶ谷教会創立[3]。

大正14年（1925年）、イエス之友月刊雑誌廃刊。
昭和3年（1928年）12月28日、郁子夫人と結婚。
昭和8年（1933年）7月26日、幽門狭窄のため手術を受けるも、永眠。

## 親族
- 妻（1879年10月31日 ～ 1884年11月1日）銀子（神田乃武の妹）
- 妻（1891年 5月 ～ 1921年11月）順子[13]
- 妻（1928年12月28日～）郁子[13]
- 長女 内ケ崎喜代子（内ヶ崎作三郎の妻）[14]
- 次女 野々村敏子（野々村戒三の妻）[14]
- 三女 桜井静子（桜井政の妻）[14]
- 四女 河上末（河上丈太郎の妻）
- 長男 平岩保信
- 次男 平岩馨邦

## 逸話
- 平岩愃保がキリスト教に足を踏み入れる最初のきっかけは、エドワード・ウォーレン・クラークのオルガン。平岩愃保はオルガンを聞くのが目的でクラーク宅の聖書講義に通っていた。クラーク宅でカクラン宣教師が聖書講座をしたのがカクラン宣教師との最初の出会いであり、キリスト教に惹かれるようになったのはそれからである[15]。